# 오노다시
오노다시(일본어: 小野田市, おのだし)는 야마구치현 남서부에 있던 시이다. 1940년 11월 3일에 오노다정과 다카치호정의 합병으로 탄생하였다.
2005년 3월 22일, 산요정과 합병해 산요오노다시가 되어 소멸하였다..

## 역사
- 1940년 11월 4일 - 아사군 오노다정, 디카치호정이 합병해 성립하였다.
- 1943년 9월 15일 - 우베시 마루고우치 지역을 편입하였다.
- 1950년 8월 27일 - 구 다카치호정 지역의 재분리에 대한 주민투표가 실시되었다. 결과는 반대표가 압도적으로 많았다.
- 1957년 - 오노다시, 산요정과 합병에 대한 주민투표가 진행되었지만. 결국은 부결되었다.
- 1989년 9월 1일 - 우베시 지유가오카 지역을 편입하였다.
- 2004년 1월 19일 - 우베시, 오노다시, 구스노키정, 산요정의 합병에 대한 주민투표가 실시되었지만 부결되었다
- 2005년 3월 22일 - 산요정과 합병해, 산요오노다시가 되었다.

## 경제
메이지 유신 후 시멘트를 중심으로 한 공업 도시로서 발전하였다. 인접하는 우베시와 함께 기타큐슈 공업지대·세토우치 공업지역의 일각을 담당하고 있었다

## 교통

### 철도
- 서일본 여객철도
  - 산요 신칸센
  - 산요 본선
  - 오노다 선
  - 모토야마 지선

### 도로
- 산요 자동차도 (오노다 나들묵)
- 국도 190호선